# オングト

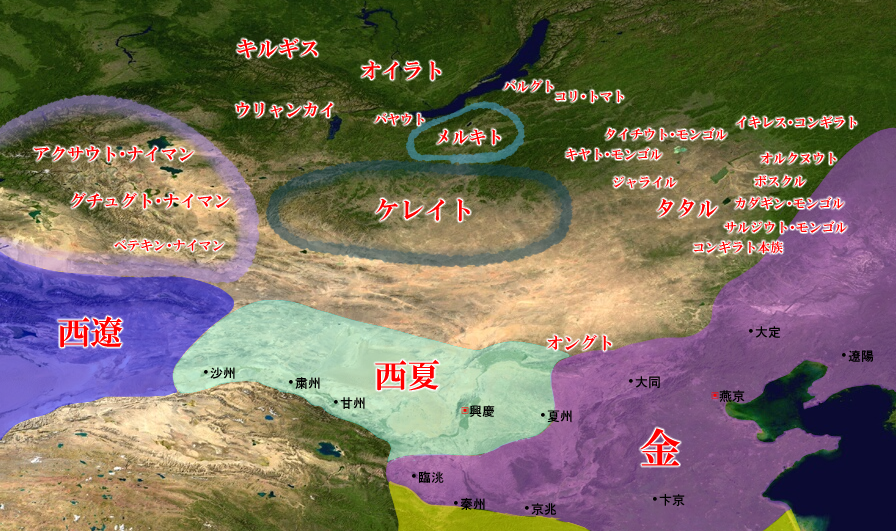
12世紀のモンゴル高原の諸部族

オングト、もしくはオングート、オングート部（汪古・白達達部、Ongud）は、モンゴル帝国以前から元代にかけて存在した遊牧民族。宋代からタタル部が「黒韃靼」と呼ばれたのに対して「白韃靼」とよばれた。

## 概要
元来はテュルク系民族であり、唐末から五代にかけて突厥沙陀族とウイグルの一部などが合流して構成された民族と考えられている。次第にモンゴル化するようになった。
オングトは、陰山山脈北辺にある内蒙古ウランチャブ（烏蘭察布）にある盟百霊廟の北東のアイブガ川左岸付近のオロン･スム（Olon süm）を本拠地として、はじめは、遼や金あるいは西夏に服属した。
後にチンギス・カンのモンゴル帝国が勃興すると、首長のアラクシ・ディギト・クリ（アラクシ・テギン）は、ナイマンの首長タヤン・カンの催促を断り、使者を派遣してチンギス・カンにこの旨を伝えた。
そのため、チンギス・カンに感謝され、その同盟者として優遇された。以降のオングトの代々の首長にカアン（チンギス・カン家）の皇女（趙国公主）が降嫁し、オングト駙馬王家とも称される。元では趙王の爵位に封じられて、そのまま内モンゴルのオロン・スムを居城とした。オングトは敬虔なネストリウス派キリスト教徒であり、首長はその司教位も保持していたという。
元の崩壊後は明の攻撃を受けてオロン・スムが陥落し、その末裔はダヤン・ハーンの時代にはトゥメト部右翼の一部となっていた。
1929年にスウェーデンの学者のスヴェン・ヘディン率いる西北科学考査団の一員である黄文弼によって、オロン・スムの土城址が発見された。また、訪中した江上波夫は、オロン・スムに十字架のあるネストリウス派教徒の墓石を発見した。

## オングト駙馬王家
- ビヌイ（Binui, Bīnūī بینوی）…アラクシの兄
  - 北平王セングン（Senggün, 鎮国／Shankūī شنکوی）
    - 北平王ネグデイ（Negüdei, 聶古台／Unkūdāī اونکودای）
- 高唐王アラクシ・ディギト・クリ（Alaqši Digid Quri, 阿剌兀思剔吉忽里／Ūlāqūsh Tīkīn Qūrī اولاقوش تیکین قوری）
  - 高唐王ブヤン・シバン（Buyan Šiban, 不顔昔班）
    - 高唐王ボヨカ（Boyoqa, 孛要合）
      - 高唐王クン・ブカ（Kün Buqa, 君不花）
        - ナンギャダイ（Nangiadai, 嚢加䚟）
        - コリンチェク（Kölinček, 邱隣察）
        - アントン（Antong, 安童）

      - アイ・ブカ（Ai Buqa, 愛不花／Āībūqā ایبوقا）
        - 高唐王コルギス（Körgis, 闊里吉思）
          -             - 高唐王ジュアン（J̌u’an, 朮安）

        - エセン・カイミシュ（Esen Qaimiš, 也先海迷失）
        - アリバダイ（Aribadai, 阿里八䚟）
        - 高唐王ジュクナン（J̌uqunan, 朮忽難）

      - ジョリグ・ブカ（J̌oliγ Buqa, 拙里不花）
        - クシュタン（Quštanz, 火思丹）

## 趙国公主
1. 趙国大長公主アラカイ・ベキ(Alaqai begi, 阿剌海別吉／Alāqāī Bīkī الاقای بیکی)…太祖チンギス・カンの娘で、アラクシらに嫁ぐ
2. トゥムゲン公主(Tümügen, 独木干)…睿宗トゥルイの娘で、北平王ネグデイに嫁ぐ
3. 趙国大長公主ユレク(Yürek, 月烈)…世祖クビライの娘で、ボヨカの息子趙武襄王アイ・ブカに嫁ぐ
4. 趙国大長公主イェルミシュ(Yelmiš, 葉里迷失)…定宗グユクの娘で、ボヨカの息子趙忠襄王クン・ブカに嫁ぐ
5. 趙国大長公主クダドミシュ(Qudadmiš, 忽答迭迷失)…裕宗チンキムの娘で、ブトゥの息子趙忠献王コルギスに嫁ぐ
6. 趙国大長公主アイヤシュリ(Aiyaširi, 愛牙失里)…成宗テムルの娘で、クダドミシュの死後コルギスに嫁ぐ
7. 趙国大長公主イリンチン(Irinǰin, 亦憐真)…クン・ブカの息子忠烈王ナンギャダイに嫁ぐ
8. 趙国大長公主ウイグル(Uyiγur, 回紇)…クン・ブカの息子趙康禧王コリンチェクに嫁ぐ
9. 趙国大長公主アシ・クトゥルク(Asiqutuluq, 阿失禿魯)…アイ・ブカの息子鄃忠襄王ジュクナンに嫁ぐ
10. 趙国大長公主スゲバラ(Sugabala, 速哥八剌)…ナンギャダイの息子趙王マジャルカンに嫁ぐ